# Auermetall

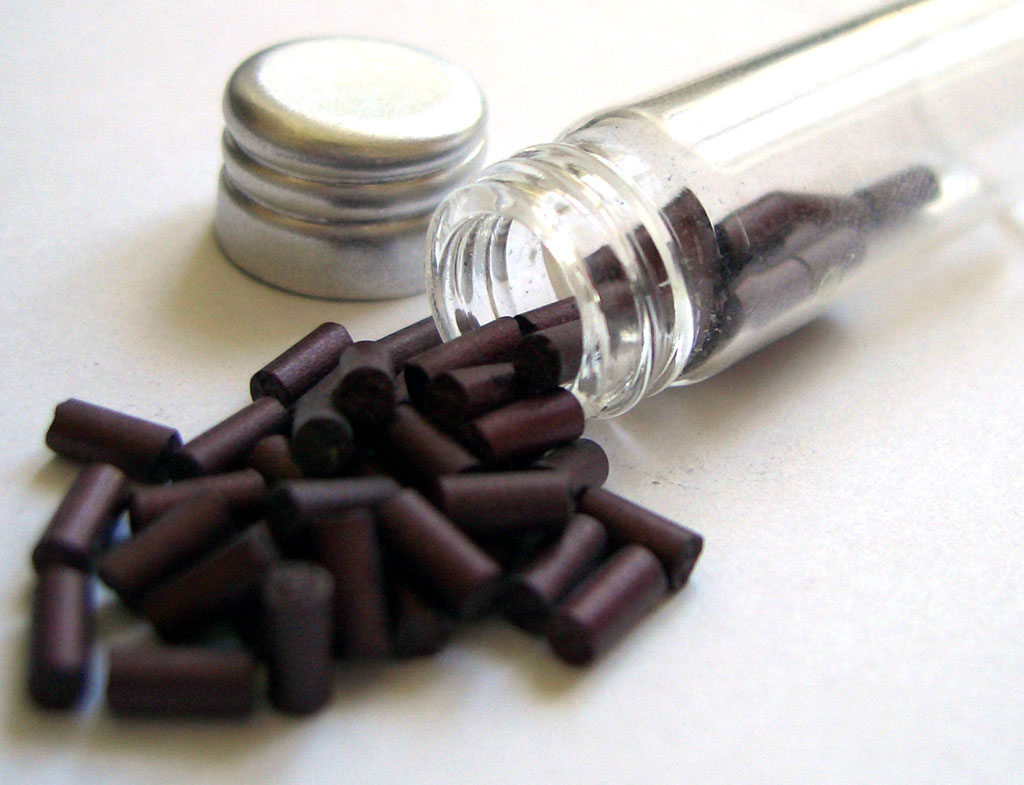
Några bitar auermetall.

Auermetall, järncerium eller ferrocerium är en syntetisk pyrofor legering av "mischmetal" (cerium, lantan, neodym, andra spårlantanider och lite järn – cirka 95 procent lantanider och 5 procent järn). Den skapas genom blandning i oxider av järn och/eller magnesium, och en typisk sammansättning är 70 procent cerium och 30 procent järn. Auermetall används bland annat i olika typer av tändare. 

## Användning

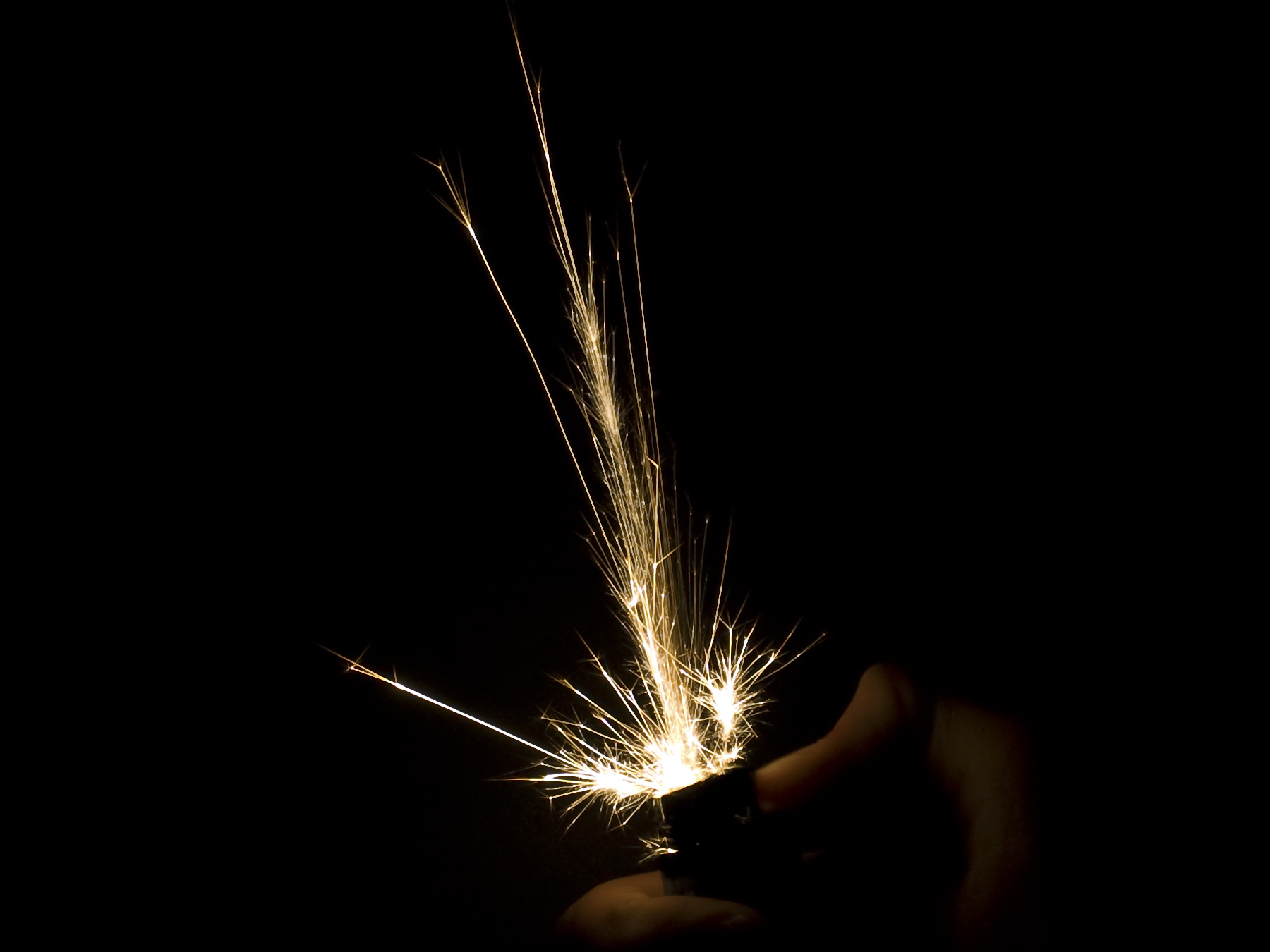
Gnistor från en cigarettändare.

När den slås med ett hårdare material producerar blandningen heta gnistor som kan nå temperaturer på 3 315 °C när de snabbt oxideras. Detta sker genom en process som både skrapar bort fragment, utsätter dem för syret i luften och lätt antänder dem genom friktionsvärme. Detta påverkas av ceriums anmärkningsvärt låga antändningstemperatur på cirka 170 °C.
Auermetallens lättantändlighet ger den många kommersiella applikationer, såsom antändningskällan för tändare för gassvetsning och skärbrännare, deoxidering i metallurgi och ferroceriumstavar, samt i cigarettändare. På grund av auermetallens förmåga att antändas under ogynnsamma förhållanden, används stavar av den (även kallade "ferrostavar" och "flintgnisttändare") vanligtvis som en nödbrandbelysningsanordning i överlevnadssatser. Legeringen kallas i detta fall "flint" (engelska), trots att det skiljer sig från naturlig flinta; båda används tillsammans för tändning, om än med motsatt mekanisk funktion.

## Bakgrund

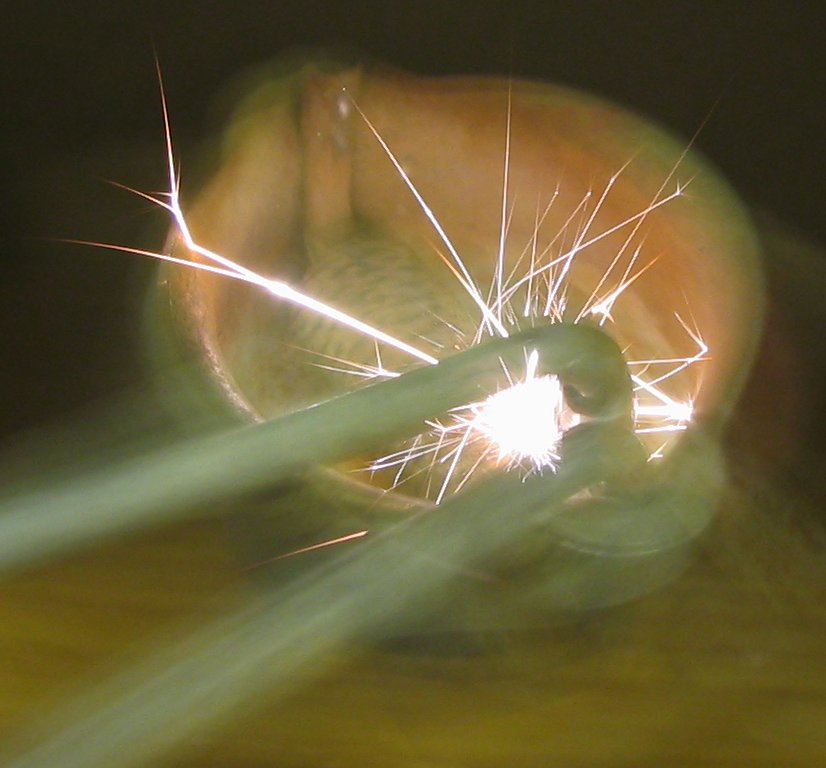
Gnisttändare i funktion.

Ferroceriumlegering uppfanns 1903 av den österrikiska kemisten Carl Auer. Den har fått sitt namn från sina två primära komponenter: järn (från latinets ferrum) och den sällsynta jordartsmetallen cerium (den vanligaste av lantaniderna i blandningen). Med undantag för de extra järn- och magnesiumoxider som tillsätts för att härda den, är blandningen ungefär den kombination som finns naturligt i den anrikningssand från toriumbrytning som Auer undersökte. Den pyrofora effekten är beroende av legeringens sprödhet och dess låga självantändningstemperatur.

## Sammansättning
I Auers första legering tillsattes 30 procent järn (ferrum) till renat cerium – därav namnet "ferro-cerium". Två efterföljande auermetaller utvecklades, där den andra även innehöll lantan – i syfte att producera starkare gnistor – och den tredje inkluderade andra tungmetaller.
En modern ferrocerium-eldstålprodukt består av en legering av sällsynta jordartsmetaller som kallas mischmetal (innehållande cirka 20,8 procent järn, 41,8 procent cerium, cirka 4,4 procent vardera av praseodym, neodym och magnesium, plus 24,2 procent lantan). En mängd andra komponenter läggs till för att ändra gnist- och bearbetningsegenskaperna. De flesta samtida "flint"-preparat är härdade med järnoxid och magnesiumoxid.
| Element    | Cerium | Järn  | Neodym | Praseodym | Magnesium | Lantan |
| ---------- | ------ | ----- | ------ | --------- | --------- | ------ |
| Proportion | 41,8%  | 20,8% | 4,4%   | 4,4%      | 4,4%      | 24,2%  |